# Foramen ovale (hart)

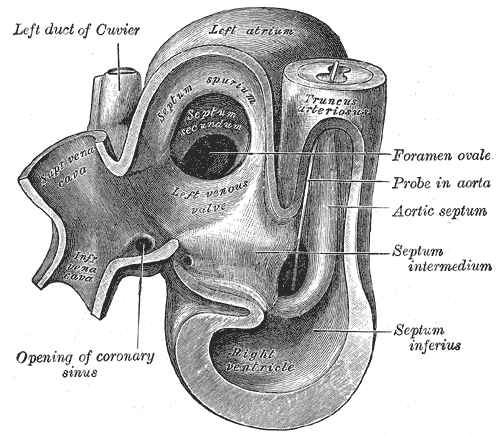
Rechteraanzicht van het hart van een 35 dagen oude embryo (gerekend vanaf de bevruchting)

Het foramen ovale is de open verbinding tussen de linker- en rechterboezem van het hart zoals die aanwezig is in de foetale bloedsomloop; de kleine bloedsomloop (van en naar de longen) en de grote bloedsomloop van en naar de rest van het lichaam zijn nog niet gescheiden. In principe sluit het foramen ovale net als de ductus Botalli vlak na de geboorte.

## Ontwikkeling
Het foramen ovale vormt zich in de late vierde week van de zwangerschap (gerekend vanaf de eerste dag van de laatste menstruatie), als een kleine doorgang tussen het septum secundum en het ostium secundum. Aanvankelijk worden de atria van elkaar gescheiden door het septum primum, behalve een kleine opening onder het septum, het ostium primum. Naarmate het septum primum groeit, wordt het ostium primum nauwer en sluit het uiteindelijk. Voordat dit gebeurt, sluit de bloedstroom vanuit de vena cava inferior een deel van het septum primum af, waardoor het foramen secundum ontstaat. Sommige embryologen veronderstellen dat het foramen secundum gevormd kan worden door geprogrammeerde celdood.
Het ostium secundum zorgt voor communicatie tussen de boezems nadat het ostium primum volledig gesloten is. Vervolgens groeit er een tweede weefselwand, het septum secundum, over het ostium secundum in de rechterboezem. Bloed stroomt dan van de rechterboezem naar de linkerboezem via een kleine doorgang in het septum secundum en vervolgens door het ostium secundum. Deze doorgang wordt het foramen ovale genoemd.
Het ostium secundum wordt geleidelijk groter en de grootte van het septum primum neemt af. Uiteindelijk is het septum primum niets meer dan een kleine flap die het foramen ovale aan de linkerkant bedekt. Deze flap van weefsel wordt de klep van het foramen ovale genoemd. Het opent en sluit als reactie op drukgradiënten tussen de linker- en rechterboezem. Wanneer de druk in de rechterboezem groter is, gaat de klep open; wanneer de druk in de linkerboezem groter is, sluit de klep. Omdat de longen niet functioneel zijn in het foetale leven, is de druk in de longcirculatie groter dan die van de systemische circulatie. Bijgevolg staat de rechterboezem over het algemeen onder hogere druk dan de linkerboezem en is de klep van het foramen ovale normaal gesproken open.

## Sluiting
Het foramen ovale sluit vaak na de geboorte. Bij de geboorte, wanneer de longen functioneel worden, neemt de pulmonale vasculaire druk af en overschrijdt de linkerboezemdruk die van de rechterboezem. Dit dwingt het septum primum tegen het septum secundum, waardoor het foramen ovale functioneel wordt gesloten. Na verloop van tijd fuseren de septa uiteindelijk, waarbij een restant van het foramen ovale overblijft, de fossa ovalis.

### Voortijdige sluiting
Als het foramen ovale bij de foetus vóór de geboorte vernauwt of sluit, is dit een levensbedreigende risicofactor voor de veranderingen in de bloedsomloop van het kind na de geboorte. Daarom wordt ernstige vernauwing of sluiting van het foramen ovale vóór de geboorte in de baarmoeder behandeld om de postnatale behandelingsopties te verbeteren. Dit is mogelijk met een minimaal invasieve procedure.
|  |  |

## Functie
Een foetus ontvangt zuurstof niet uit zijn longen, maar uit het zuurstofrijke bloed van de moeder via de placenta. Zuurstofrijk bloed uit de placenta gaat via de navelstreng naar de rechterboezem van het foetale hart. Omdat de foetale longen op dit moment niet functioneel zijn, omzeilt het bloed ze via twee cardiale shunts. De eerste is het foramen ovale (de klep die ertussen zit, de klep van Eustachius (Valvula eustachii) genoemd) die bloed van de rechterboezem naar de linkerboezem shunt. De tweede is de ductus arteriosus die bloed van de longslagader (die na de geboorte bloed van de rechterkant van het hart naar de longen transporteert) naar de aorta shunt. Het meest zuurstofrijke bloed is dus in de eerste plaats bedoeld voor de hersenen.

## Aandoeningen
Een atriumseptumdefect, het niet sluiten van het foramen ovale, kan serieuze problemen geven. Als dit defect niet al te groot is wordt het lang niet altijd opgemerkt; bij kleine afwijkingen kunnen patiënten asymptomatisch blijven. Bij ongeveer 25% van de volwassenen sluit het foramen ovale niet volledig, maar blijft het een klein blijvend foramen ovale. Bij de meeste van deze personen geeft dit geen problemen en blijft het gedurende het hele leven onopgemerkt.
Ten gevolge van drukverval op de carotisknop (zenuwsensor vegetatief) kunnen reactieve hoofdpijnklachten optreden. Bij een deel van de migrainepatiënten is sprake van een niet-volledig gesloten foramen ovale. Dit is ongeveer tweemaal zoveel als bij de algemene bevolking. Sluiten van het foramen ovale om andere redenen lijkt soms verlichting van een eveneens aanwezige migraine te geven. Als behandeling van de migraine wordt dit echter nog niet aanbevolen.
Transoesofageale echocardiografie wordt beschouwd als het meest nauwkeurige onderzoek om een blijvend foramen ovale aan te tonen. Een blijvend foramen ovale kan ook een toevallige gevonden worden. Bij een transoesofageale echocardiografie wordt een endoscoop met ingebouwde transducer in de slokdarm ingebracht.